# Carbasí
Carbasí és un petit nucli de població del municipi d'Argençola, a la part segarrenca de la comarca de l'Anoia. L'espai natural de Carbasí reuneix un conjunt d'obagues del sector de la Panadella, entre les actuals comarques administratives de l'Anoia i la Segarra, riques en vegetals submediterranis.

## Geografia
És al nord-oest del terme municipal d'Argençola i està separat de la resta del municipi pel torrent del Molí de les Vinyes i el riu Anoia. Una pista rural comunica el poble amb la capital del municipi, mentre que la carretera local BV-2234 el connecta amb la Panadella i l'Autovia del Nord-est. Presenta un relleu ondulat i assentat en bona part sobre margues calcícoles.
Té una estructura demogràfica semblant a altres veïnats dels voltants com Clariana, els Plans de Ferran, Porquerisses, Rocamora d'Argençola, Albarells i la Goda; els quals estan pràcticament deshabitats, malgrat que acullen segones residències.

## Natura
L'àrea de Carbasí presenta l'interès de reunir en una superfície reduïda un nucli de vegetació forestal característica del paisatge de l'altiplà segàrric englobant un conjunt d'obagues molt riques en vegetals de caràcter submediterrani, en una de les seves irradiacions meridionals més remarcables. Més a ponent de l'espai, predomina un paisatge totalment mediterrani, progressivament més sec i continental.
Espai amb gran diversitat en flora i fauna. Els nivells culminals de la Serra constitueixen el límit al Prepirineu central d'alguns elements de la flora i la fauna de l'alta muntanya pirinenca, amb la presència també de comunitats d'ungulats i de grans rapinyaires ben constituïdes.

### Flora
L'espai de Carbasí reuneix un conjunt d'obagues del sector de la Panadella, entre l'Anoia i la Segarra, riques en vegetals submediterranis. En aquest cas els roures perden importància i només són freqüents en el sotabosc de les pinedes de pinassa (Pinus nigra ssp. salzmanii). Aquestes pinedes de pinassa probablement són, en part, resultat de la substitució de la roureda submediterrània del roure de fulla petita, que té aquí una riquesa i exuberància que rarament es retroba en terres més meridionals. L'estrat arbustiu i herbaci d'aquestes pinedes és ric en plantes de l'Europa Central, així per exemple cal destacar la gran abundància del grèvol (Ilex aquifolium) (planta protegida per la llei que assoleix en aquesta localitat un dels límits meridionals de la seva àrea de distribució) i la presència d'espècies molt poc freqüents en aquestes contrades, com l'auró blanc (Acer campestre), el xuclamel xilosti (Lonicera xylosteum), el Lithospermum purpurocaeruleum i d'altres. Si el bosc desapareix, predominen els prats mediterranis muntanyencs de fenàs de marge i jonça (Brachypodio-Aphyllantheum). Les plantes submediterrànies que viuen en aquestes posicions extremes necessiten la protecció del bosc, i la desaparició d'aquest significa el seu desplaçament en benefici dels vegetals mediterranis propis de les comunitats obertes.

### Fauna
L'interès d'aquest espai, des del punt de vista faunístic, rau en les seves comunitats ornítiques ben representatives de la zona. Destaca l'abundància d'alguna espècie d'ocell rapinyaire, com ara l'astor, que assoleix una elevada densitat (no només a l'espai estricte, sinó a l'àrea general on és immers).

## Economia
Carbasí, com la comarca de La Segarra i part de l'Anoia, té una economia agrària basada en el conreu de secà (principalment cereals) i la ramaderia.